# Сантье (станция метро)
Сантье (фр. Sentier) — станция линии 3 Парижского метрополитена, расположенная во II округе Парижа. Названа по одноимённой улице (фр. Rue du Sentier).
Один из выходов со станции, оформленный в стиле Эктора Гимара, получил обозначение "Монумент историк" (фр. monument historique).

## История
- Станция открылась 20 ноября 1904 года на действующем перегоне Бурс — Реомюр — Севастополь.
- Пассажиропоток по станции по входу в 2011 году, по данным RATP, составил 3 318 660 человек[3]. В 2013 году этот показатель вырос до 3 568 784 пассажиров (149 место по уровню входного пассажиропотока в Парижском метро)[4].

## Конструкция и оформление
Односводчатая станция мелкого заложения с боковыми платформами, построенная по типовому парижскому проекту, применявшемуся на пусковых участках 1900—1952 годов. Путевые стены и потолок свода отделаны белой керамической плиткой в стиле Андре-Мотте. В 1950-е годы оформление свода было дополнено металлическими панелями, внутри которых размещаются рекламные плакаты.

## В кинематографе
Отсылка к станции метро "Сантье" используется в качестве места действия одной из сцен голливудского фильма «Турист».

## Галерея

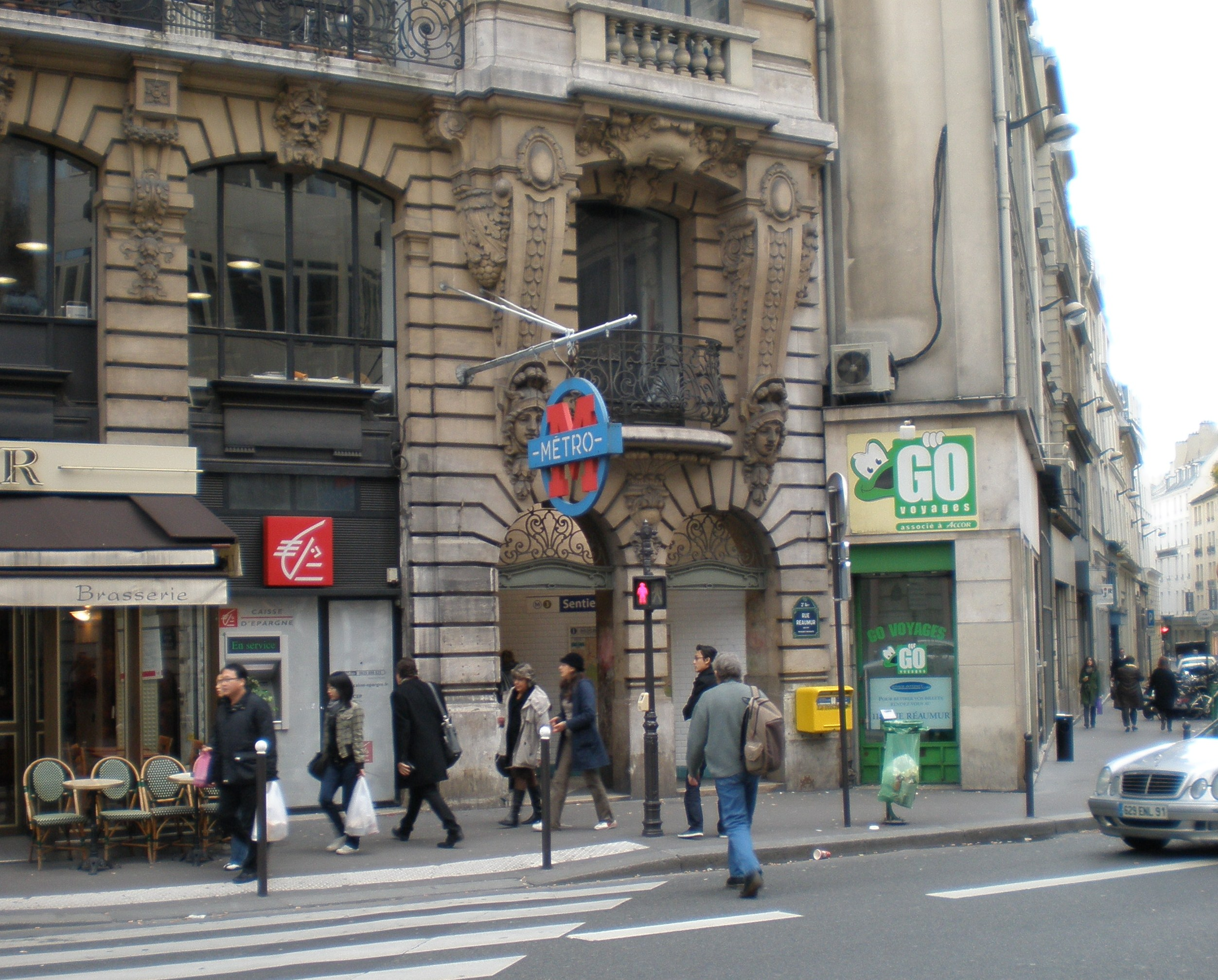
Выход на улицу Реомюр (фр. Rue Reaumur)
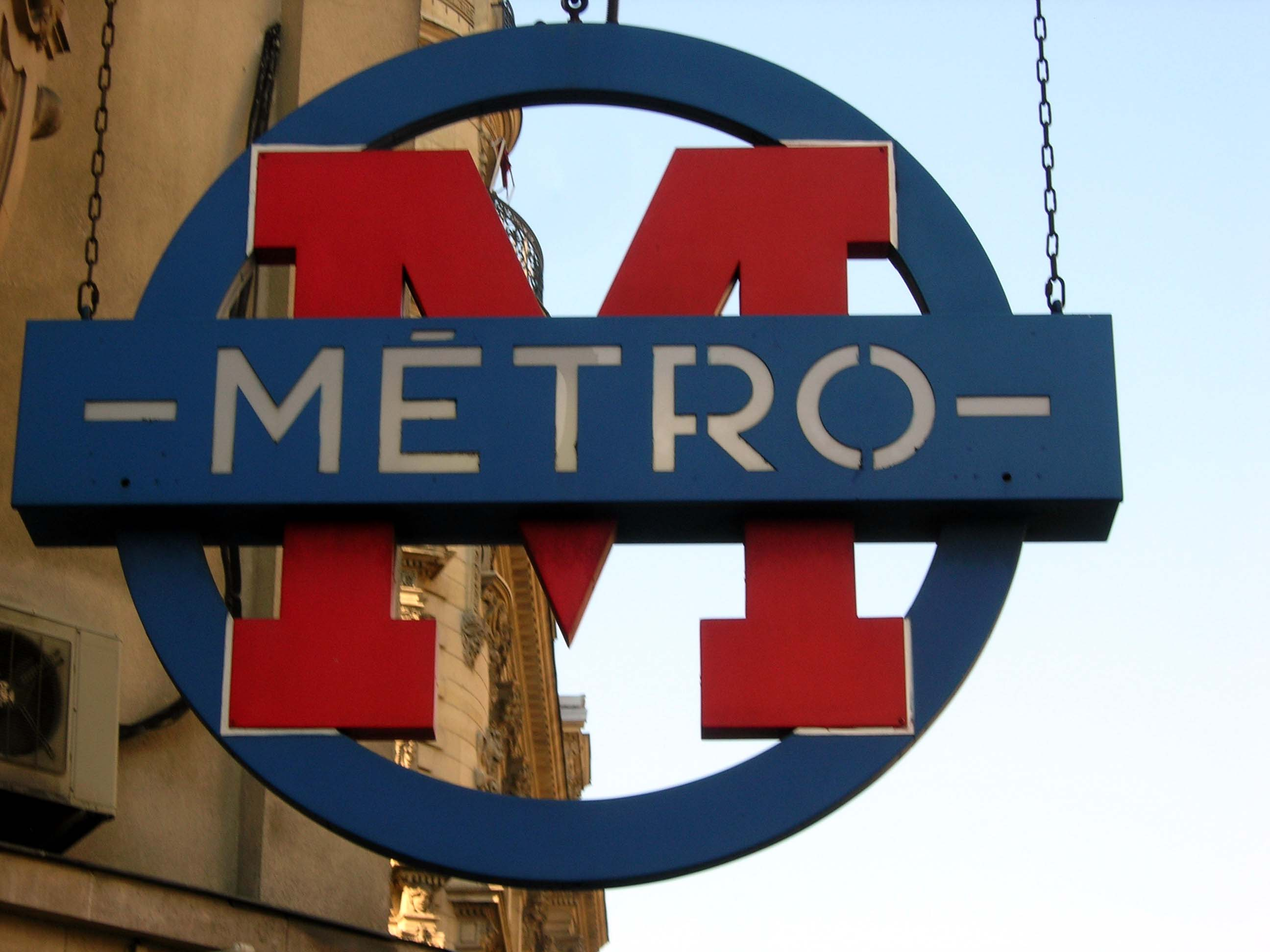
Вывеска входа в метро, стилизованная под начало 1930-х годов
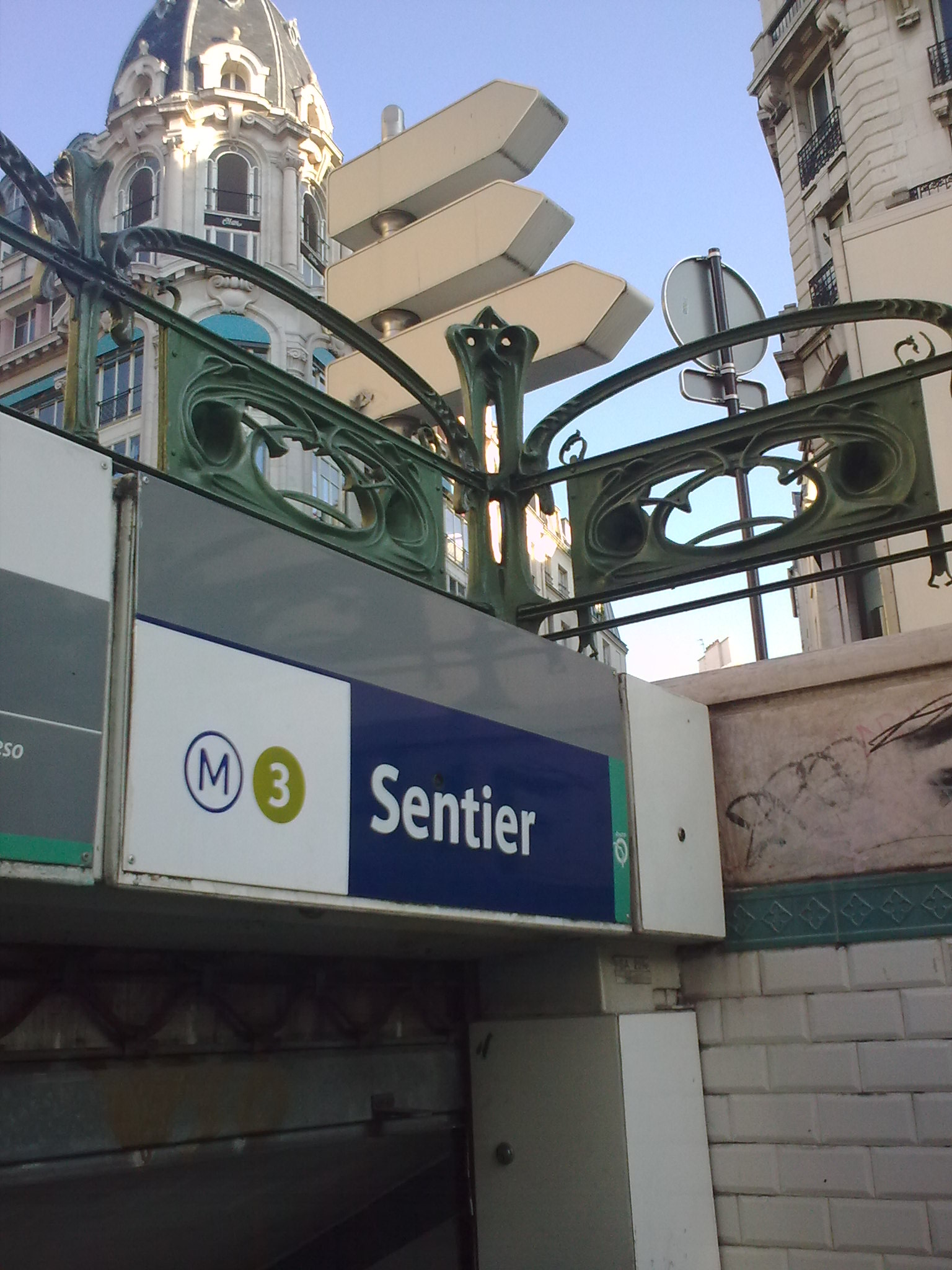
Выход на рю Петит-Карро
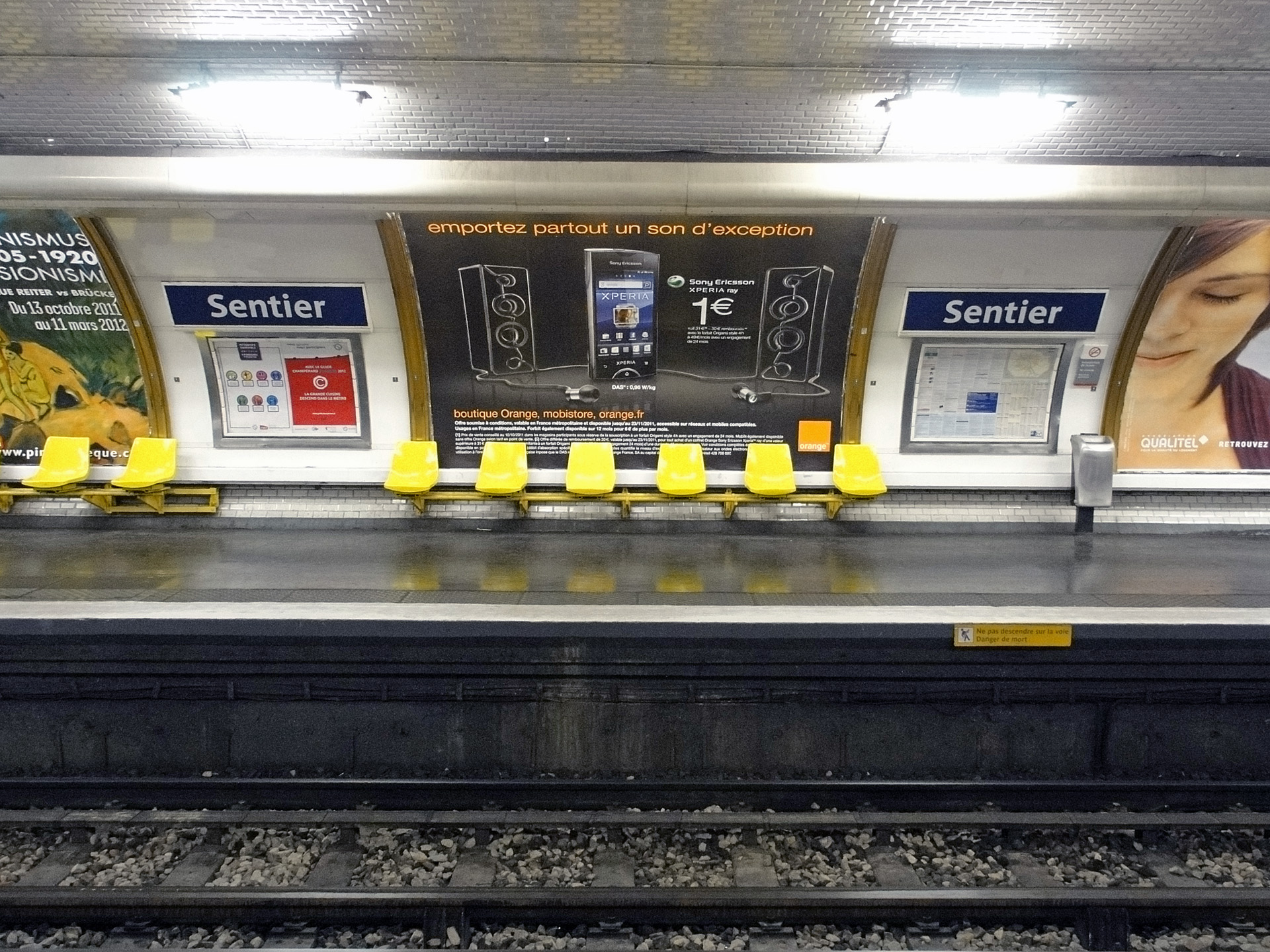
Оформление путевой стены с вывеской с названием